# Mortal Kombat Mobile
Mortal Kombat Mobile es un videojuego de lucha lanzado en 2015 para teléfonos inteligentes y tabletas desarrollado por NetherRealm Studios y publicado por Warner Bros. Interactive Entertainment. Forma parte de la serie de juegos de lucha Mortal Kombat, salió al mismo tiempo que el lanzamiento estándar de Mortal Kombat X y presenta mecánicas y gráficos similares. El juego ha tenido una recepción mixta entre los críticos.

## Jugabilidad
Mortal Kombat Mobile es un juego de lucha uno contra uno basado en Mortal Kombat X. Utiliza elementos del juego principal, pero la jugabilidad es más similar a la de los juegos para dispositivos móviles como Injustice: Gods Among Us y WWE Immortals, donde la lucha se ha simplificado para contar con controles táctiles y el enfoque está en recolectar y construir una lista de personajes, y desbloquear y potenciar sus movimientos. Los ataques se realizan mediante toques y deslizamientos, y el bloqueo se realiza manteniendo presionados dos dedos. Los movimientos especiales se pueden activar llenando un medidor en la parte inferior de la pantalla. Las fatalities se realizan a través de eventos de tiempo rápido basados en gestos y no están disponibles para todos los personajes. Todos los luchadores se controlan de la misma manera, pero con diferentes movimientos y habilidades especiales.
El juego se juega con equipos de tres luchadores. Durante las peleas se muestran retratos de los tres personajes y se pueden tocar para cambiarlos rápidamente. Al principio, el jugador recibe un equipo con tres personajes de inmediato y los luchadores se dividen en diferentes niveles (bronce, plata y oro). Cada uno tiene un nivel y hasta tres ataques regulares. Las estadísticas del luchador se basan en el ataque, la salud, la dureza, la recuperación y la generación de energía para movimientos especiales. Estos se mejoran con cada nuevo nivel de personaje. Los personajes de bronce son generalmente personajes aleatorios que no se toman de la serie. Los personajes de plata son los personajes predeterminados de los juegos y los personajes de oro son versiones especiales de esos personajes. Los dorados también son los únicos personajes que pueden realizar movimientos de rayos X y fatalities. Al ganar peleas, los personajes ganan experiencia y suben de nivel. Las peleas también proporcionan kartas que desbloquean personajes adicionales, proporcionan mejoras y equipo o actúan como kartas de apoyo que se pueden asignar a un personaje específico, lo que proporciona bonificaciones. Cuando se recibe un personaje duplicado o una karta de apoyo, se pueden fusionar en una versión más fuerte. Las cartas generalmente no están vinculadas a un personaje específico y se pueden aplicar universalmente.
A diferencia del juego principal, la historia no es un elemento destacado. Las batallas se dividen en torres, cada una de las cuales ofrece una serie de peleas cada vez más difíciles con un jefe al final. A veces, los personajes dorados se proporcionan temporalmente de forma gratuita durante las partidas. También incorpora las partidas Test Your Might, en las que el jugador tiene que tocar muy rápidamente para abrirse paso a través de materiales y recibir recompensas. Antes de entrar en una partida, es posible llevar al personaje de un amigo a la pelea. Se muestra como un retrato que se llena lentamente. Una vez lleno, se puede tocar el retrato y el personaje parece realizar un ataque especial.
El juego es gratuito y utiliza Koins como moneda del juego. Los Koins se utilizan para comprar paquetes de Kard en la tienda, lo que proporciona personajes adicionales, mejoras y equipo. La segunda moneda son las almas, vinculadas a un sistema de resistencia / energía. Las almas se consumen en cada pelea y cuando no queda ninguna, se deben comprar más o el jugador debe esperar un tiempo. Pueden estar activos hasta dos equipos de personajes. Cada uno de ellos tiene sistemas de energía separados, lo que significa que si un equipo necesita enfriarse, aún es posible continuar con el segundo equipo. Las almas se obtienen al alcanzar un cierto nivel, después de ganar una cierta cantidad de batallas y al participar en los desafíos diarios. También se pueden comprar por separado y, junto con la recarga de resistencia, brindan acceso a los paquetes de Kard más caros (oro). Una tercera moneda se llama Puntos de Alianza. Es la más fácil de obtener, ya que se proporciona en cada batalla en la que se trae otro personaje para brindar apoyo. Los Puntos de Alianza se pueden usar para recibir una carta aleatoria.
En actualizaciones posteriores se agregó un modo Desafío y un modo multijugador Guerra de facciones. Las Guerras de facciones se juegan globalmente durante varias temporadas con diferentes recompensas según la dificultad de las peleas. Los jugadores pueden sincronizar cuentas para desbloquear contenido para el juego principal mientras juegan la versión móvil y viceversa.
Con el lanzamiento de Mortal Kombat 11, la denominación del juego paso de llamarse Mortal Kombat X Mobile a simplemente Mortal Kombat Mobile. Esta actualización trajo consigo a los personajes Diamante, que a diferencia de los personajes de oro, pueden equiparse con 4 cartas de potenciamiento, a diferencia del resto que pueden equiparse hasta con tres cartas, además pueden ejecutar Krushing Blows (similares a los X Ray pero durante un ataque especial de nivel 1 o 2) y dos finishers adicionales cumpliendo ciertas condiciones: Brutalities y Friendships. Los personajes de diamante se pueden conseguir con microtransacciones, como recompensa de ciertas misiones o por medio de consumo de almas o huevos de dragón, la nueva moneda interna del juego, que se obtienen con dinero real o como recompensas especiales. Los personajes de diamante son los que aparecen en Mortal Kombat 11 y versiones especiales de personajes anteriores a este juego, a los que posteriormente se fueron incluyendo algunos personajes de Mortal Kombat 1

## Desarrollo
El 2 de marzo de 2015, NetherRealm Studios anunció que su división móvil lanzaría una versión para Android y iOS de Mortal Kombat X en abril de 2015. El juego móvil se describe como un "híbrido de lucha y batallas con cartas gratuito" y los jugadores podrán desbloquear contenido en la versión de consola del juego jugando a la versión móvil (y viceversa). La versión iOS se lanzó en todo el mundo el 7 de abril de 2015, mientras que la versión Android se lanzó de manera preliminar el 21 de abril de 2015 en países asiáticos seleccionados, antes de su lanzamiento global.
Con la versión de actualización 1.11 del juego para dispositivos móviles lanzada el 6 de diciembre de 2016, Freddy Krueger, que apareció como personaje descargable en Mortal Kombat (2011), se agregó como personaje exclusivo para dispositivos móviles con sus movimientos característicos y el ataque de rayos X del juego anterior. En la actualización 1.13, Baraka y Jade también se agregaron al juego como exclusivas para dispositivos móviles, usando sus rayos X del lanzamiento de la consola. La versión 1.14 de septiembre de 2017 incluyó a Takeda, así como la incorporación más reciente al elenco ninja, Tremor. Para el 4 de octubre, se lanzó otra actualización, con Goro y Shao Kahn, seguida de una actualización de febrero de 2018 que presentó a Bo' Rai Cho y Kintaro, y una actualización de octubre de 2018 presentó al personaje descargable de consola Leatherface. En febrero de 2019, el juego pasó a llamarse Mortal Kombat Mobile con su actualización 2.0 con una gran revisión de nuevas características para Mortal Kombat 11. Además, la actualización 2.0 actualizó su motor gráfico de Unreal Engine 3 a Unreal Engine 4.

## Recepción
En Metacritic, la edición de iOS del juego tiene una puntuación de 66 sobre 100, con nueve reseñas profesionales, que el sitio caracteriza como "mixtas o promedio".